# مئذنة بورانا
مئذنة بورانا أو برج بورانا (بالقيرغيزية: Бурана мунара)‏ عبارة عن مئذنة عالية بُنِيت على أنقاض بالاساغون القديمة في وادي تشوي شماليّ قيرغيزستان. تقع على بعد حوالي 80 كم شرق عاصمة البلاد بيشكيك ، بالقرب من بلدة توكموك. تشكل المِئذنة وبعض شواهد القبور بالإضافة إلى بقايا قلعة وثلاثة أضرحة كل ما تبقى من مدينة بالاساغون القديمة، التي كان قاعدة خانات تركستان في غضون القرن الرابع والخامس الهجري. يُنسب إليها جماعة من العلماء منهم أبو عبد الله محمد بن موسى البلاساغوني الفقيه الحنفي المعروف بتعصبه لمذهبه. والمتوفى بدمشق سنة 506هـ. شّيدت بارتفاع 45 مترا ودُمّر جزءٌ كبير منها على مر العصور وتسببت زلازل عدة كان آخرها في القرن الخامس عشر بحدوث أضرار جسيمة أدت إلى تناقص بنيانها ووصلت إلى ارتفاعها الحالي وهو 25 متر تقريبا. يمكّن للزائرين الصعود إلى أعلى المئذنة عن طريق درج خارجي ودرجٍ دورانيٍ داخلي. كما أنها تعتبر واحدة من أقدم المباني المعمارية في آسيا الوسطى.

ونُفذ مشروع تجديد وترميم المئذنة في سبعينات القرن الماضي، حيث تم ترميم وإصلاح الواجهة الغربية التي كانت آيلة للسقوط.

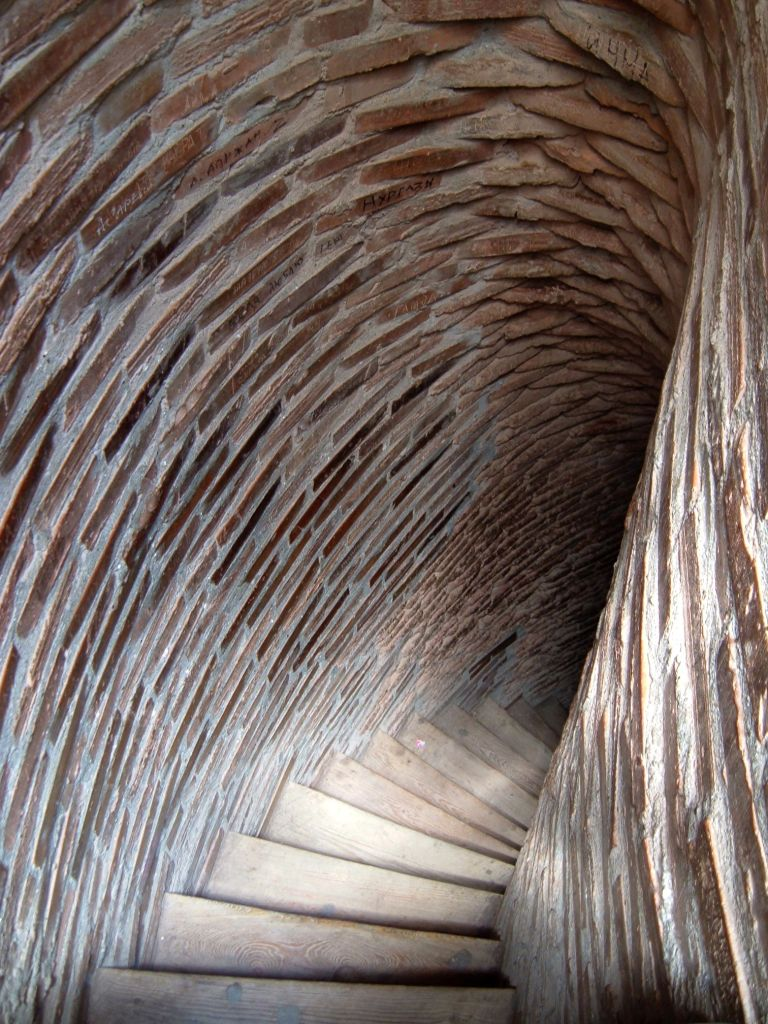
صورة من داخل مئذنة بورانا في قيرغيزستان تبين الدرج الدوراني.
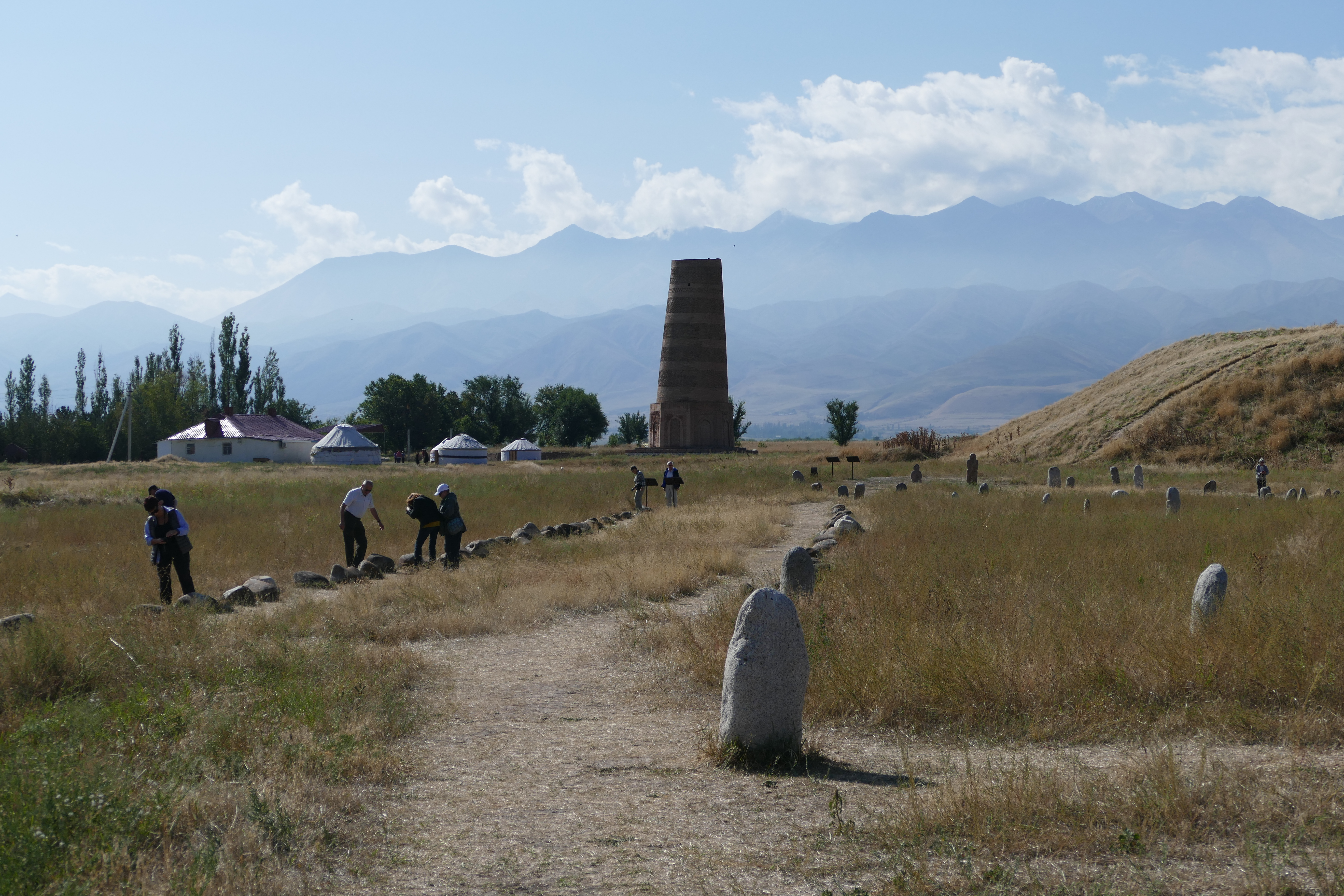
الصورة من بالاساغون - المنطقة المحيطة بمئذنة بورانا يظهر فيها توزع النقوش الحجرية.
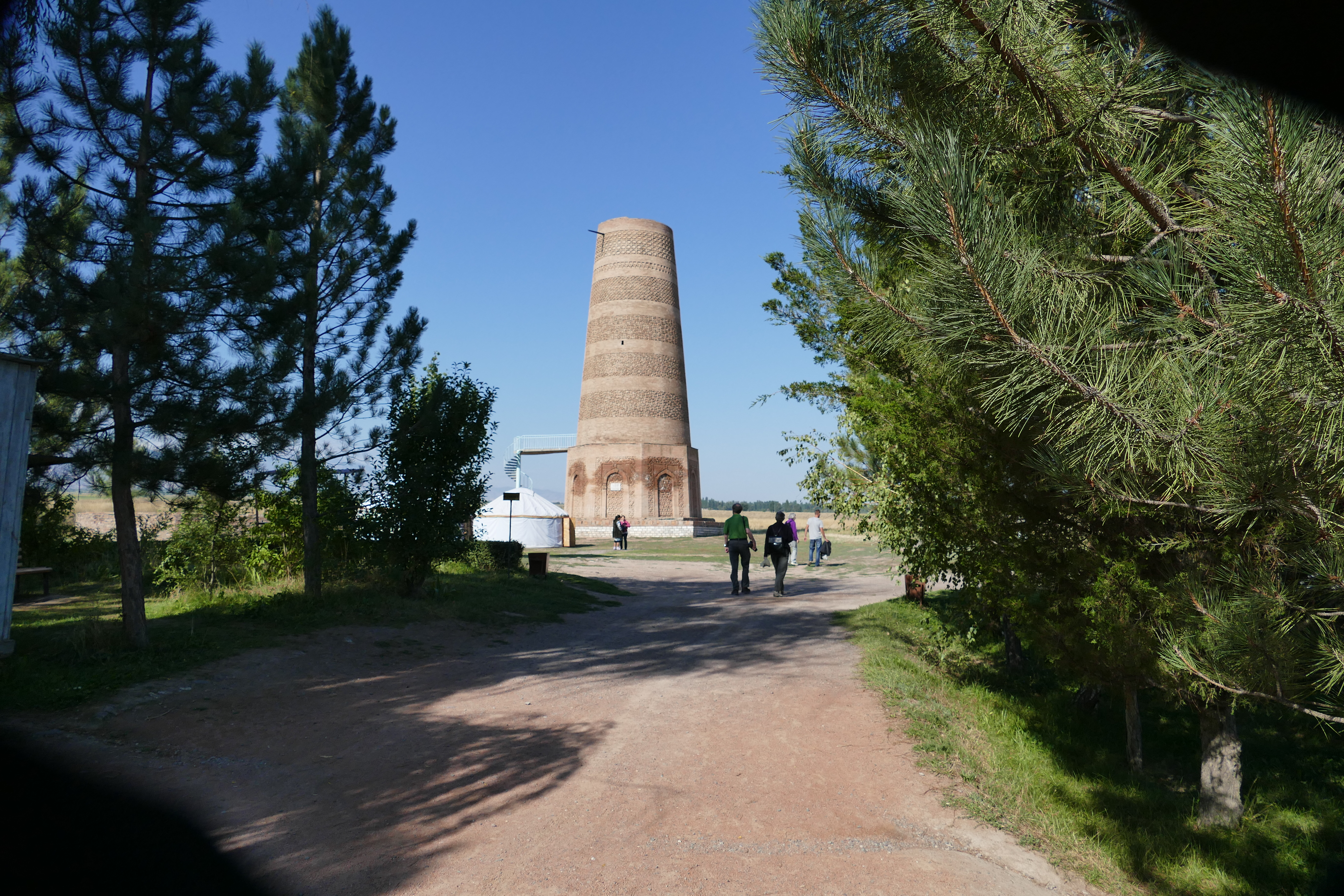
بالاساغون- قيرغيزستان مئذنة بورانا
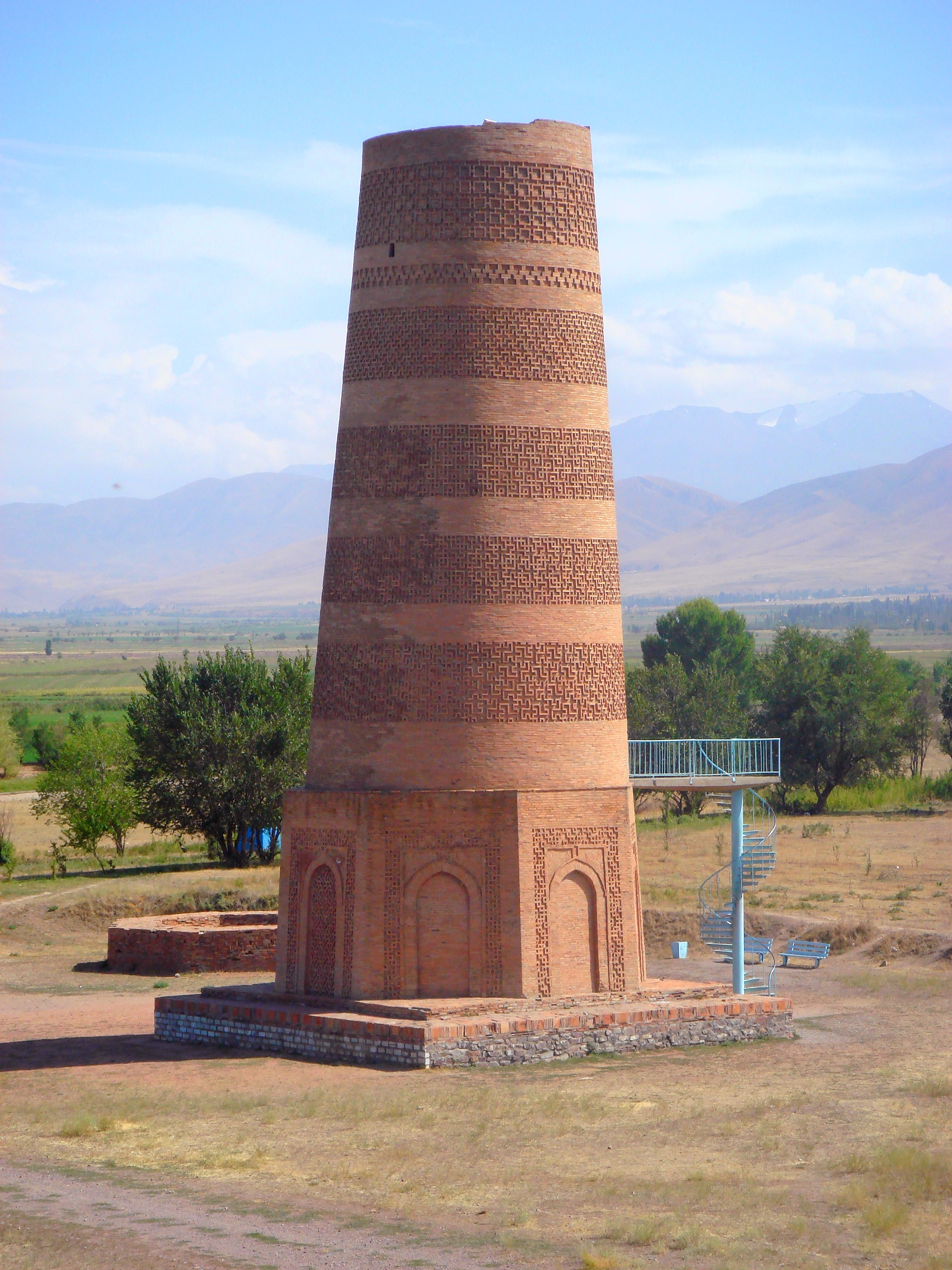
مئذنة بورانا - قيرغيزستان
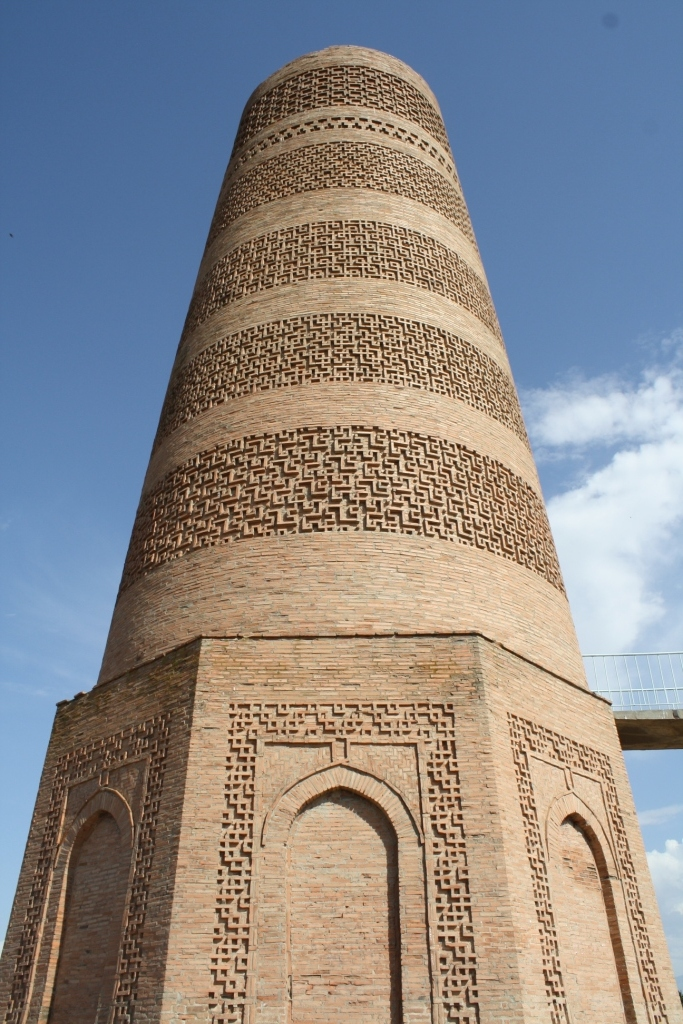
مئذنة بورانا - قيرغيزستان
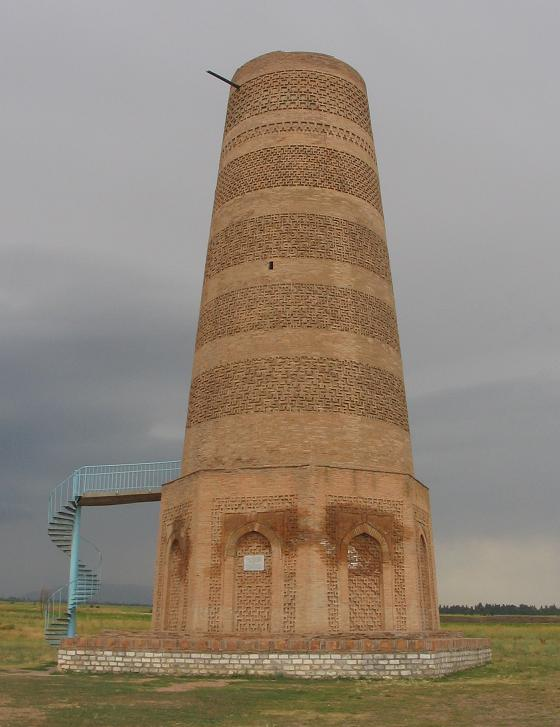
مئذنة بورانا - قيرغيزستان
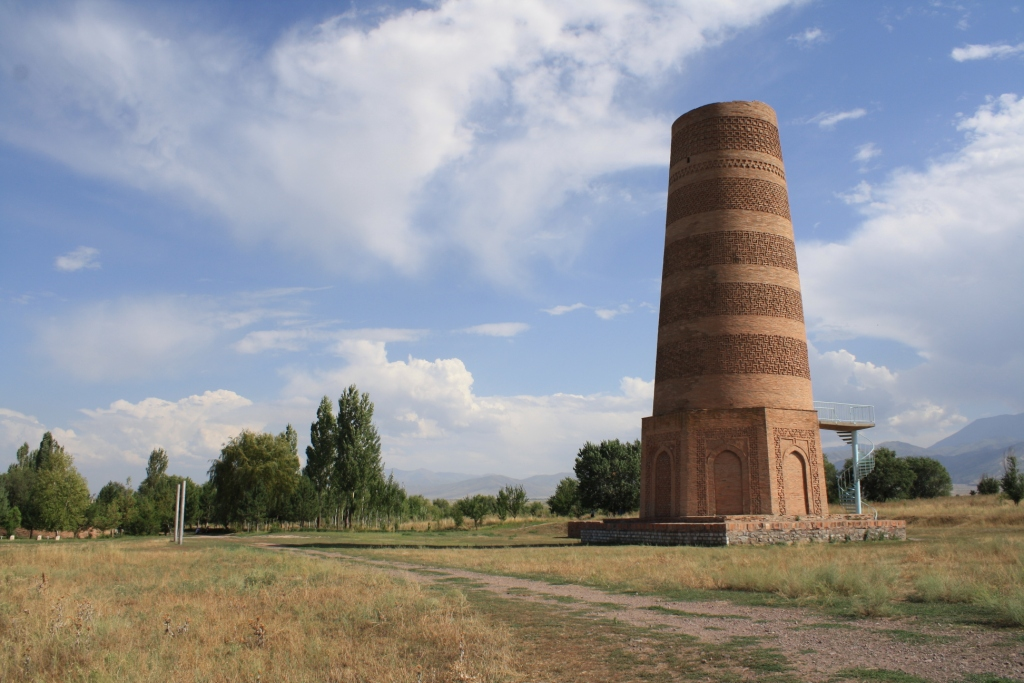
مئذنة بورانا - قيرغيزستان
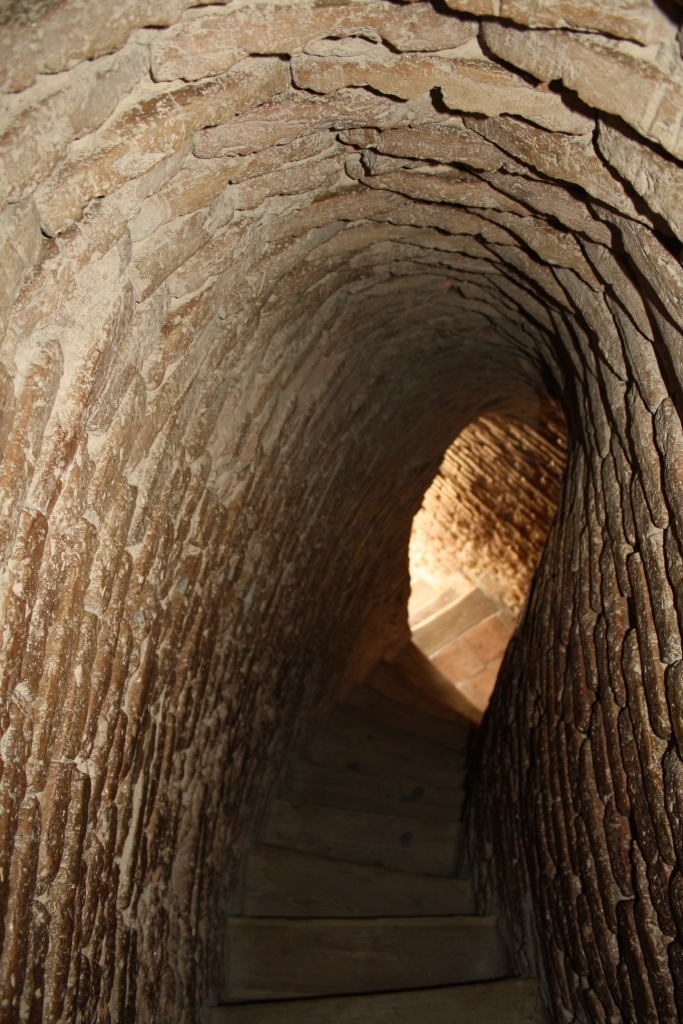
مئذنة بورانا - قيرغيزستان
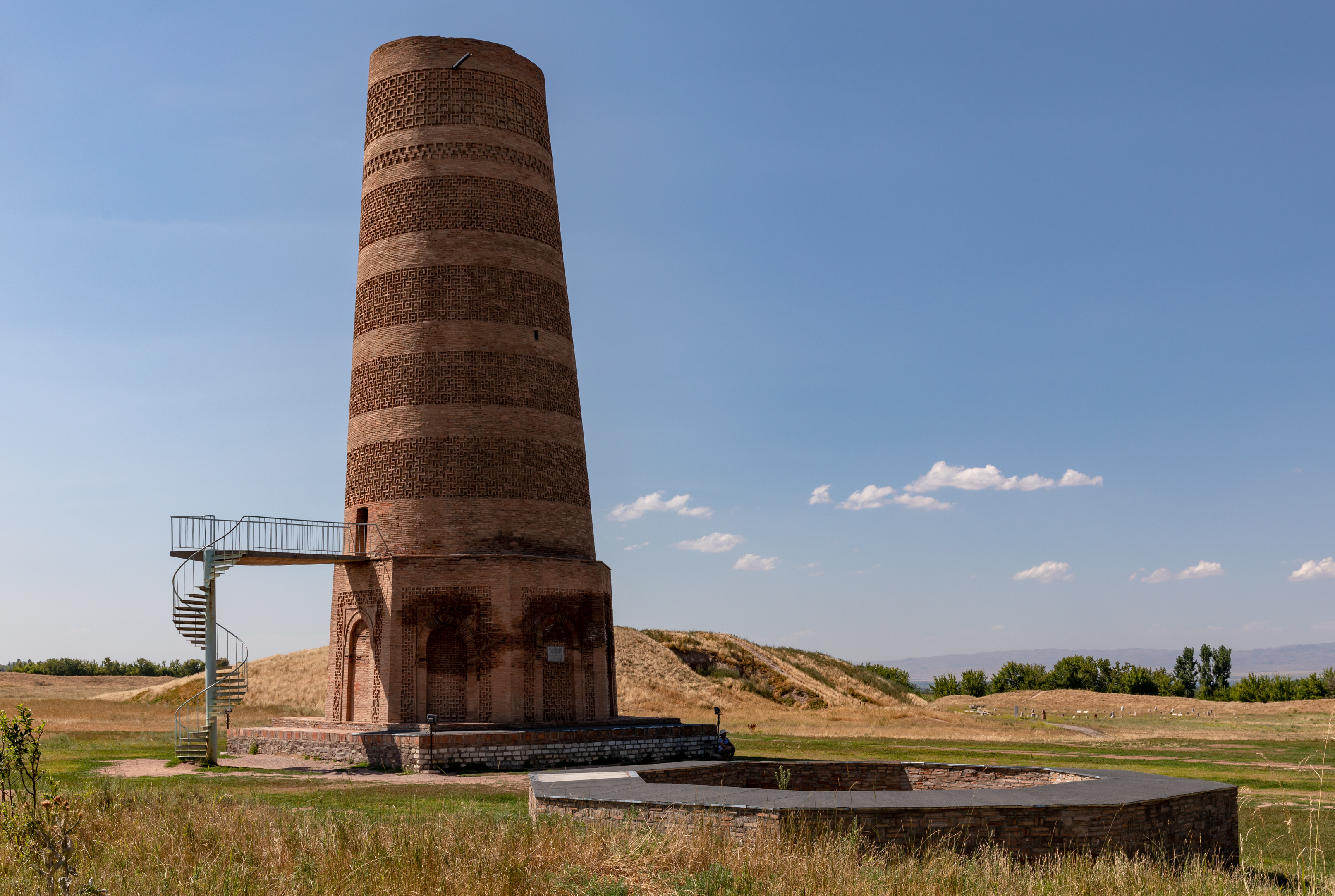
مئذنة بورانا - قيرغيزستان يظهر فيها جزء من الدرج الخارجي
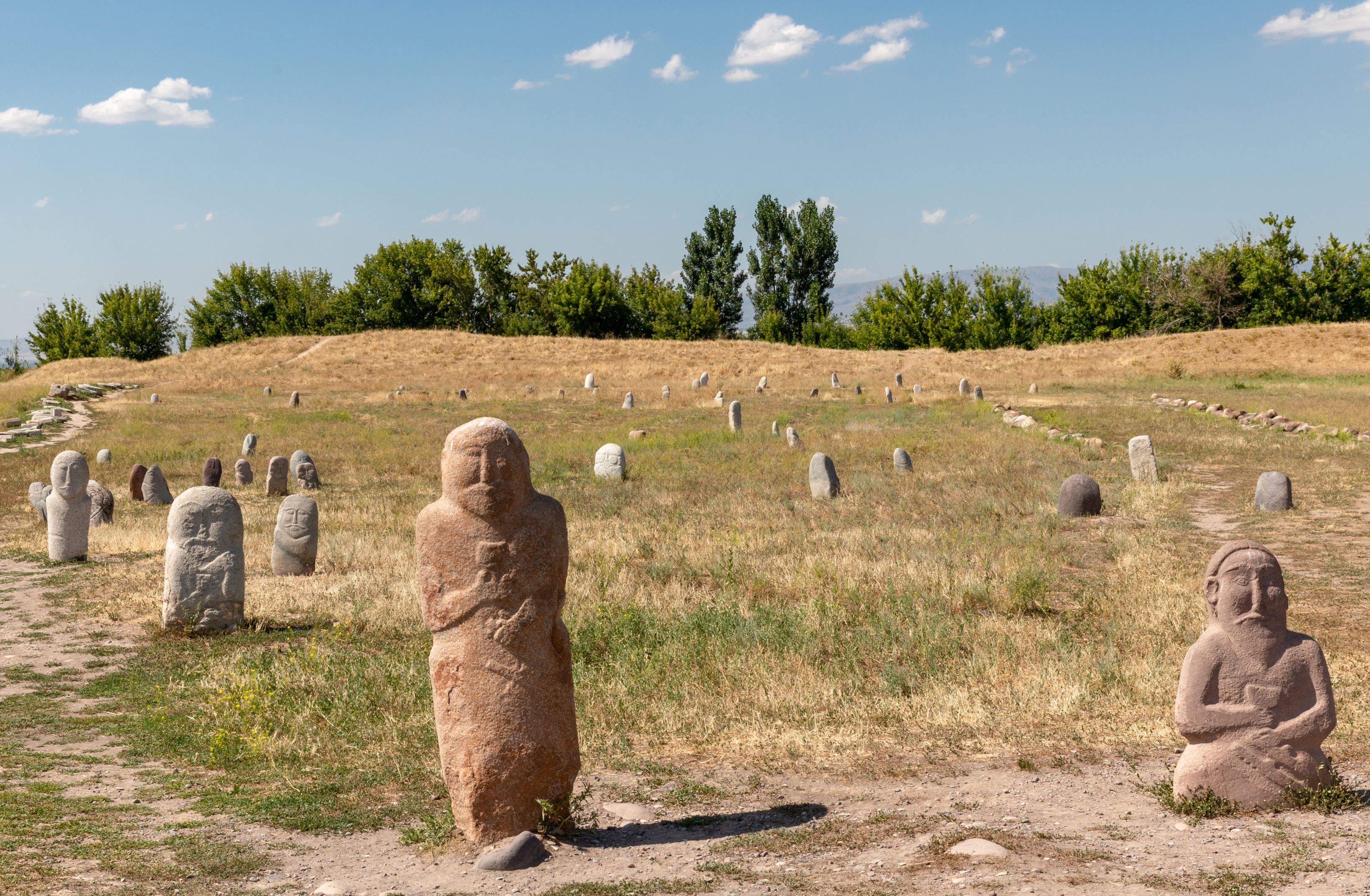
المنطقة المحيطة بمئذنة بورانا - قيرغيزستان يظهر فيها بعض شواهد القبور المنقوشة
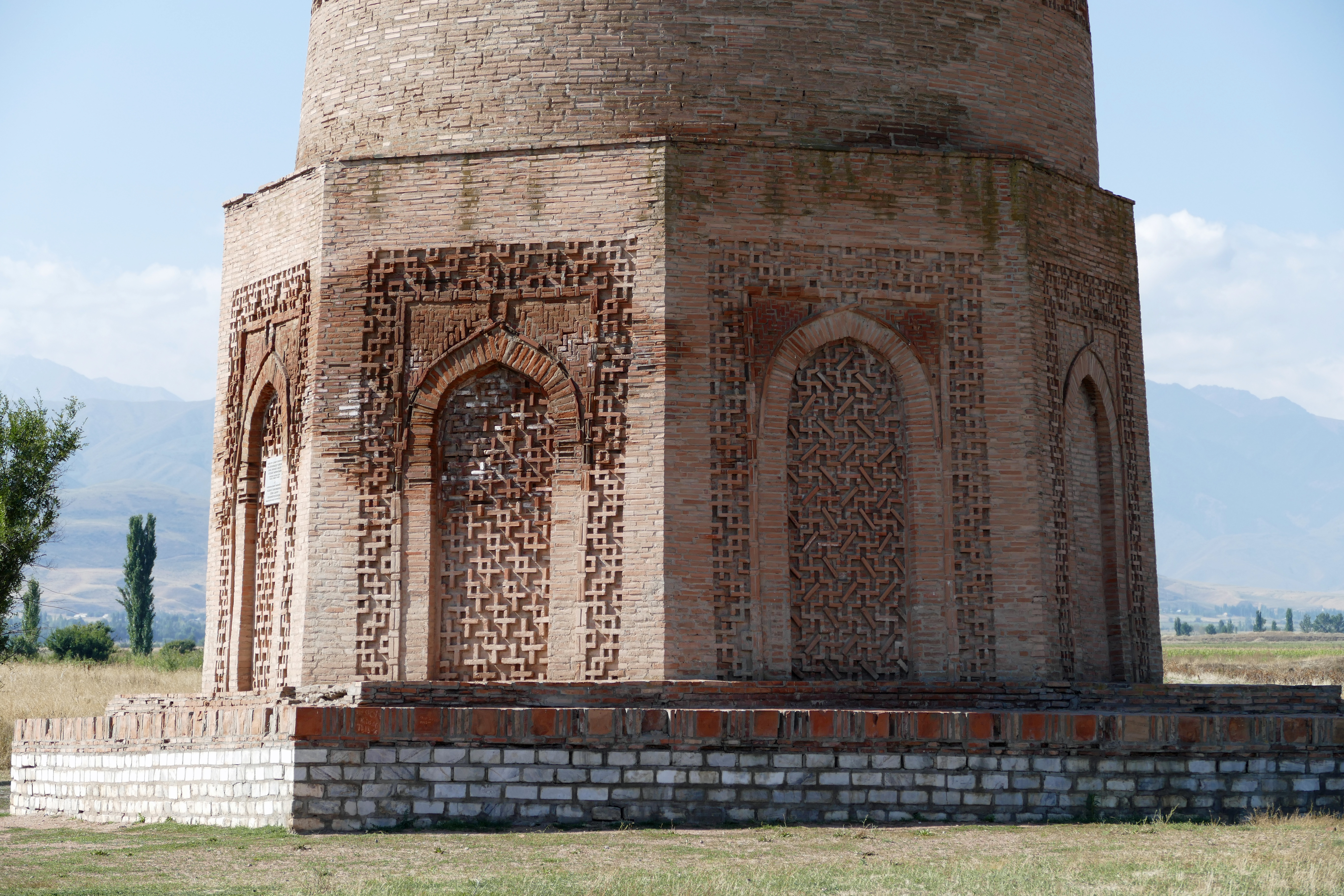
صورة قاعدة مئذنة بورانا - قيرغيزستان